# Exodeconus flavus
Exodeconus flavus är en potatisväxtart som först beskrevs av Ivan Murray Johnston, och fick sitt nu gällande namn av B. Axelius och W.G. D'arcy. Exodeconus flavus ingår i släktet Exodeconus och familjen potatisväxter. Inga underarter finns listade i Catalogue of Life.